# Stour (Dorset)
Pour les articles homonymes, voir Stour.
La rivière Stour (anglais : Stour River) est un cours d'eau du sud-ouest de l'Angleterre d'une longueur de 98 km. Elle se jette dans la Manche au niveau de Christchurch.